# Oxyelaea heteromorpha
Oxyelaea heteromorpha är en bönsyrseart som beskrevs av Max Beier 1930. Oxyelaea heteromorpha ingår i släktet Oxyelaea och familjen Tarachodidae. Inga underarter finns listade i Catalogue of Life.